# Bandidus occidentalis
Bandidus occidentalis is een insect uit de familie van de mierenleeuwen (Myrmeleontidae), die tot de orde netvleugeligen (Neuroptera) behoort. 
Bandidus occidentalis is voor het eerst wetenschappelijk beschreven door New in 1985.